# Ophiopogon albimarginatus
Ophiopogon albimarginatus, jedna od sedamdesetak vrsta biljaka iz roda viseče brade, porodica šparogovki. Kineski je endem ograničen na području istočnog Guangxija u jugoistočnoj Kini. Raste na visinama do 300 metara/nm.
latinsko ime vrste, albimarginátus, znači 'bijelo obrubljen'.